# Mitchell Thomas Rozanski

Wappen von Mitchell Thomas Rozanski als Erzbischof von Saint Louis

Wappen von Mitchell Thomas Rozanski als Bischof von Springfield

Mitchell Thomas Rozanski (* 6. August 1958 in Baltimore) ist ein US-amerikanischer Geistlicher und römisch-katholischer Erzbischof von Saint Louis.

## Leben
Mitchell Thomas Rozanski besuchte die Grundschule Sacred Heart of Mary in Baltimore und die Our Lady of Mount Carmel High School in Essex. Anschließend studierte er von 1978 bis 1984 am Theological College der Katholischen Universität von Amerika in Washington, D.C. Philosophie und Katholische Theologie. Rozanski empfing am 24. November 1984 durch den Erzbischof von Baltimore, William Donald Borders, das Sakrament der Priesterweihe.
Nach der Priesterweihe war Mitchell Thomas Rozanski zunächst als Pfarrvikar der Pfarrei Saint Michael in Overlea tätig, bevor er 1986 Pfarrvikar der Pfarrei Saint Anthony of Padua in Baltimore wurde. Rozanski war von 1990 bis 1993 Pfarrer der Pfarrei Saint Isaac Jogues sowie von 1993 bis 2000 Pfarrer der Pfarreien Holy Cross und Saint Mary Star of the Sea in Baltimore. 2000 wurde Mitchell Thomas Rozanski Pfarrer der Pfarrei Saint John the Evangelist in Severna Park. Zudem war er Dekan des Dekanats Anne Arundel County sowie Mitglied des Konsultorenkollegiums und des Priesterrats des Erzbistums Baltimore.
Am 3. Juli 2004 ernannte ihn Papst Johannes Paul II. zum Titularbischof von Walla Walla und bestellte ihn zum Weihbischof in Baltimore. Der Erzbischof von Baltimore, William Henry Kardinal Keeler, spendete ihm am 24. August desselben Jahres die Bischofsweihe; Mitkonsekratoren waren der Weihbischof in Baltimore, William Francis Malooly, und der emeritierte Weihbischof in Baltimore, William Clifford Newman.
Am 19. Juni 2014 ernannte ihn Papst Franziskus zum Bischof von Springfield. Die Inthronisation fand am 12. August desselben Jahres statt. Am 10. Juni 2020 ernannte ihn Franziskus zum Erzbischof von Saint Louis. Die Amtseinführung erfolgte am 25. August desselben Jahres.
In der Bischofskonferenz der Vereinigten Staaten ist Mitchell Thomas Rozanski Mitglied des Committee on Ecumenical and Interreligious Affairs.Rozanski ist seit 2024 Großprior der US-amerikanischen Statthalterei Northern Lieutenancy des Ritterordens vom Heiligen Grab zu Jerusalem.
Papst Leo XIV. ernannte ihn am 3. Juli 2025 zum Mitglied des Dikasteriums für den Interreligiösen Dialog.